# Fluxbox
Fluxbox — простой и минималистичный менеджер окон для X Window System.

## Описание
Fluxbox сделан на базе Blackbox v.0.61.1 и похож на него — те же цвета, расположение окон и полная совместимость тем и стилей.
Внешне Fluxbox представляет собой чистый рабочий стол с панелью инструментов, на которой находятся название рабочего стола, часы и список запущенных приложений.
По умолчанию Fluxbox не имеет своих иконок на рабочем столе, но их можно добавить, используя программу idesk.
Запуск программ осуществляется выбором соответствующего пункта из выпадающего меню, появляющегося после щелчка правой клавишей мыши в любом месте рабочего стола, или набором названия программы во всплывающей строке ввода, вызываемой либо из вышеупомянутого выпадающего меню, либо нажатием горячих клавиш.
В силу своей минималистичности Fluxbox нетребователен к ресурсам и особенно подходит тем пользователям, которым приходится применять устаревшую технику, или тем, кто хочет получить максимальное быстродействие компьютера при работе в графической среде Unix-подобных систем. Кроме того, сторонники использования данной оболочки считают её чрезвычайно эргономичной. В то же время новичков обычно отпугивает «спартанский» внешний вид Fluxbox и отсутствие развитых графических средств конфигурирования (подобных средствам, имеющимся в средах KDE и GNOME).
Однако, существуют сторонние графические средства конфигурирования, например fluxconf.

## Особенности Fluxbox
- Конфигурируемые табы (позволяют объединить несколько одинаковых приложений в одном окне).
- Панель иконок (для минимизированных окон).
- Смена рабочих столов с помощью скроллинга мыши.
- Конфигурируемые заголовки окон (расположение кнопок, новые кнопки).
- Поддержка KDE.
- Частичная поддержка GNOME.
- Поддержка псевдо-прозрачности.
- Поддержка UTF-8.

## Настройка Fluxbox
По умолчанию настройка производится в текстовых файлах из каталоге ~/.fluxbox:
- init — настройка внешнего вида (аналог: утилита fluxconf);
- keys — настройка горячих клавиш (аналог: утилита fluxkeys);
- menu — настройка меню программ (аналог: утилита fluxmenu);
- startup — скрипт автозапуска.

Часто пользователь сталкивается с проблемой отображения кодировки в меню configure, workspace и меню панели управления. Быстро решить эту проблему помогает замена файла /usr/share/fluxbox/styles/nls/ru_RU/fluxbox.cat на файл из каталога /usr/share/fluxbox/styles/nls/С/fluxbox.cat (путь указан для дистрибутива Debian, на других системах данный файл может находиться в других каталогах), после чего меню, которые отображались неверно, будут отображаться на английском языке, а те меню, в которых проблем с отображением кодировки не было, останутся нетронутыми.

## Родственные менеджеры
- Blackbox
- Openbox